# Ноотамаа
Ноотамаа (ест. Nootamaa) — невеликий острів в Балтійському морі, що належить Естонії. Є крайньою західною точкою країни. Острів адміністративно відноситься до сільської місцевості Атла, волость Люманда в повіті Сааремаа.
Ноотамаа має площу 58 000 квадратних метрів і знаходиться недалеко від західного узбережжя острова Сааремаа. Ноотамаа частина національного парку Вільсанді — зони екологічного захисту для птахів.